# محمد عصام هزيمة
محمد عصام هزيمة، حاكم مصرف سورية المركزي السابق، شغل المنصب من 20 نيسان 2021 إلى  30 ديسمبر 2024. عين بموجب مرسوم يحمل الرقم 126 للعام 2021، صادر عن رئيس الجمهورية السورية المخلوع بشار الأسد. شغل سابقاً منصب النائب الثاني لحاكم مصرف سورية المركزي السابق حازم قرفول منذ عام 2018 وحتى تاريخ تعيينه حاكما.

## دراسته
حاصل على إجازة ودبلوم في الحقوق من جامعة دمشق وماجستير في القانون الاقتصادي وماجستير قانون الأعمال من كلية الحقوق والعلوم السياسية في جامعة إيكس مارسيليا ‏ كما حصل على شهادة الدكتوراه في القانون الدولي في القانون الدولي الخاص – اختصاص قانون التجارة الالكترونية 

## الخبرات المهنية
عمل كباحث في مركز القانون الاقتصادي في جامعة إيكس مارسيليا ‏ ومستشار قانوني في نظم التسوية والدفع والمقاصة لدى مصرف سورية المركزي 2012-2018 وعضو لإدارة التشريع في وزارة العدل 2012 -2014، كما شغل منصب مدير مكتب التأهيل والتدريب في وزارة العدل 2012-2014 وهو دكتور محاضر في كل من المعهد العالي للقضاء وجامعة دمشق وجامعة بلاد الشام وجامعة الشام الخاصة والجامعة السورية الخاصة.
بالإضافة لما سبق، شغل منصب عضو مجلس إدارة الشركة السورية للمدفوعات الإلكترونية بين عامي 2014 و2018 وعضو مجلس مفوضي الحكومة للأوراق المالية بين عامي 2015 و2018 وعضو مجلس إدارة سوق دمشق للأوراق المالية من 2015 حتى 2018 بالإضافة إلى منصب رئيس مجلس إدارة المؤسسة العامة لتجارة الحبوب منذ العام 2018 وعضو هيئة الاشراف على التأمين منذ 2019.